# Ljetovik
Ljetovik är en ort i Bosnien och Hercegovina.   Den ligger i entiteten Federationen Bosnien och Hercegovina, i den centrala delen av landet, 20 km väster om huvudstaden Sarajevo. Ljetovik ligger 670 meter över havet och antalet invånare är 173.
Terrängen runt Ljetovik är lite kuperad.Runt Ljetovik är det ganska tätbefolkat, med 93 invånare per kvadratkilometer.. Närmaste större samhälle är Visoko, 10,5 km nordost om Ljetovik. 
I omgivningarna runt Ljetovik växer i huvudsak lövfällande lövskog.